# Língua tiwi

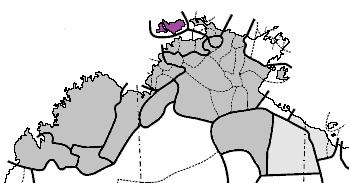
Tiwi (púrpura), entre muitas línguas pama-nyungan (cinza)

Tiwi /ˈtiːwi/ é  uma  língua Aborígene da Austrália  falada na ilha Melville das ilhas Tiwi, bem próximas a Darwin, litoral setentrional do Território do Norte, Austrália. É uma das 10% de línguas nativas da Austrália que ainda é ensinada regularmente às crianças.

## Características
O Tiwi tradicional, falado por pessoas com mais de cinqüenta anos de idade em 2005, é uma língua polissintética. No entanto, essa complexidade gramatical foi perdida entre as gerações mais jovens. Tiwi tem cerca de cem substantivos que podem ser verbos incorporados, a maioria deles muito diferentes das formas livres correspondentes.
Ao contrário de outras línguas australianas, a maioria das quais foram agrupadas em uma única família linguística, a Tiwi tem sido reconhecida como uma língua isolada.

## Fonologia

### Consoantes
Como ocorre com a maioria das línguas australianas, a Tiwi tem quatro séries foneticamente distinta de consoantes oclusivas coronais. Há também consoantes contrastantes alveolares, postalveolares e apicais, essas últimas muitas vezes chamadas de retroflexas . No entanto, as duas séries de consoantes laminais estão em distribuição complementar com a laminal postalveolar [t̠] (às vezes descritacomo consoante alvéolo-palatal) que ocorre antes da vogal anterior /i/, e a alvéolodental-laminal IPA [T] que ocorre diate de vogais não-anteriores como /a/, /o/, /u/. Assim, fonologicamente Tiwi tem no máximo três séries, não quatro . No entanto , algumas análises tratam a postalveolar  [ʈ] como uma sequência /ɻt/, pois essa só ocorre em posição medial.
|             | Periférica | Periférica | Laminal      | Laminal      | Apical    | Apical |
| Labial      | Velar      | Palatal    | Dental       | Alveolar     | Retroflex |        |
| ----------- | ---------- | ---------- | ------------ | ------------ | --------- | ------ |
| Plosiva     | p [p]      | k [k]      | th [t̠] ~ [t̪] | th [t̠] ~ [t̪] | t [t]     | rt [ʈ] |
| Nasal       | m [m]      | ng [ŋ]     |              | nh [n̪]       | n [n]     | rn [ɳ] |
| Rótica      |            |            |              |              | rr [r]    | r [ɻ]  |
| Lateral     |            |            |              |              | l [l]     | rl [ɭ] |
| Aproximante | w [w]      | ? [ɰ]      | y [j]        |              |           |        |

### Vogais
Tiwi tgem 4 vogais fonêmicas
| Anterior | Central | Posterior |   |
| -------- | ------- | --------- | - |
| Fechada  | i       |           | u |
| Aberta   |         | a         | o |

A freqüência da vogal -posterior aberta /o/ é relativamente baixa, sendo neutralizada com  /a/ depois de/w/. Não ocorre nem no início, nem no fim de sílaba. No entanto existem pares mínimos , embora em número reduzido, para provar a sua existência como um fonema distinto:
/jilati/ faca
/jiloti/ para sempre
Cada vogal fonêmica apresenta uma ampla gama de alofones , muitas das quais se sobrepõem com alofones de outras vogais e três vogais (/i/, /a/, /u/) que se reduzem a /ə/ em muitas sílabas átonas. Todas as vogais são fonemicamentas curto, vogais longas ocorrem quando semivogais mediais são reduzidos. por exemplo:
/paɻuwu/ [paɻu:] (nome de local)

## Escrita
As limitações fonéticas da língua são expressas numa forma bem particular e reduzida do alfabeto latino:
A G I J K L M N +(NH NG) O P R +(RL RN RR RT) T +(TH) U Y

## Amostra de texto
Artigo 1º da Declaração Universal dos Direitos Humanos:
Tayikuwapimulungurrumi wutailapwarrigi-jiki arnuka kiyi wutaakiyamama kwiyi tiwi-ma kiyi rayit. Wuta-wurlimi pungintaga kiyi punyipunyi kiyi wiyi tuwim-ajirri nginingaji pirajuwi.
(Todos os seres humanos nascem livres e iguais em dignidade e direitos. São dotados de razão e consciência e devem agir uns em relação aos outros com espírito de fraternidade.)